# ヘグリグ
ヘグリグ（هجلیج ヘグリーグ,HegligまたはHeglieg）は、スーダン共和国のコルドファーン地方の西コルドファーン州にあり、南スーダン共和国と係争中の小さな町である。南スーダン側は、ヘグリグが自国のワラブ州に含まれていると領有権を主張している。この町の付近は、第二次スーダン内戦で争われた土地である。2012年4月中旬に南スーダン軍はスーダンからヘグリグ油田を奪取した。
西コルドファーン州の石油の豊富なヘグリグ一帯を、南スーダン軍（スーダン人民解放軍）は占領した。スーダン側は武力で取り戻そうとしたが、南スーダン軍は占領から10日後に自発的に自国領に撤退した。

## 町の名前の由来
「ヘグリグ」とは「デザート・デイト（砂漠のナツメヤシ）」と呼ばれている木の実のアラビア語名である。この実の成る木は、バラニテスと呼ばれるハマビシ科の木である。アフリカの大部分や中東ではよく見受けられる木である。スーダンのスーフィー派の人々は、この実で祈りのためのロザリオを作る風習がある。この実はまたラクダの好物でもある。
しかし、南スーダンでは町の名をヘグリグと呼ぶことを認めていない。南スーダン軍が10日間の占領をしている間、南スーダンは、ヘグリグをディンカ族の言葉で訳し、「タウン・パンソウ（ the town Panthou）」と言い換えて呼んでいた。

## ヘグリグ油田
ヘグリグの町は、スーダンの原油の確認埋蔵量の大部分が眠っているムグラッド盆地にある。ヘグリグ油田は1996年にアラキス・エナジー社（現在はタリスマン・エナジー社の一部門）により開発が始まった。現在、グレーター・ナイル石油・オペレーティングカンパニーによって稼動されている。産出量は、2006年にピークを迎え、現在は減少傾向にある。ヘグリグ油田は、グレーター・ナイル石油パイプラインによって、ハルツームやポートスーダンと繋がっている。
2009年7月、国際機関である常設仲裁裁判所（PCA）は、スーダンと南スーダンの間にアビエイ地域の境界を定めた。裁定では、ヘグリグ油田、バンブー油田は、西コルドファーン州に含まれ、スーダン共和国側のエリアに入った。しかし産出する原油についての分け前は裁定されなかった。スーダン政府は、裁定によればヘグリグ油田は自分たちの所有が確定しており、油田から出る原油の南スーダン側の持分は無いと述べた。
ヘクリグ一帯では、2012年4月、武力紛争が発生した。